# Tramwaje w Portlandzie

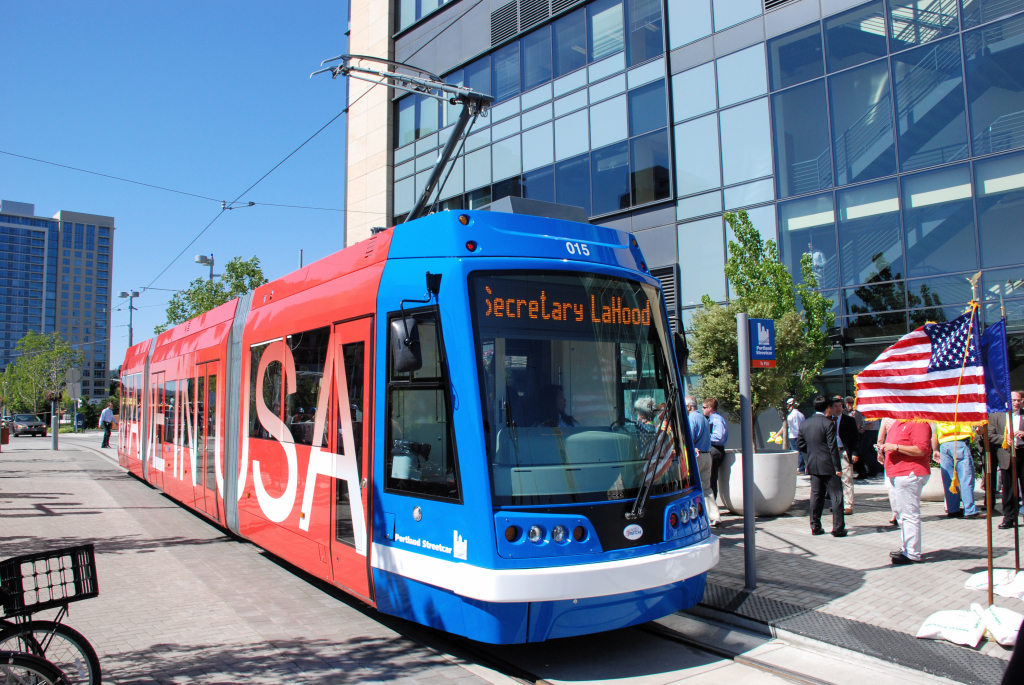
Prototypowy tramwaj 10T wyprodukowany przez United Streetcar

Tramwaje w Portland − system komunikacji tramwajowej działający w Portlandzie w Stanach Zjednoczonych.

## Historia

### 1872−1958
Pierwsze tramwaje konne w Portland otwarto w 1872. Jednak z powodu długich tras jakie obsługiwały tramwaje konne zdecydowano się uruchomić tramwaje parowe na odcinkach za miastem. Tramwaje elektryczne uruchomiono w 1889. Na przełomie XIX i XX wieku scalono całą sieć tramwajową, która była od tej pory zarządzana przez jedną spółkę. Po II wojnie światowej rozpoczęto likwidować sieć tramwajową. Ostatnia linia w mieście została zlikwidowana w 1950, a ostatnią linia międzymiastowa została zamknięta w 1958.

### Po 2001
Pierwszą linię tramwajową oddano do eksploatacji 20 lipca 2001. Linia o długości 6,3 km ma 22 przystanki. W latach 2009–2012 zbudowano linię Portland East Side Loop o długości 5,3 km. Linię tę pod nazwą Central Loop otwarto 22 września 2012. Planowana jest także linia do Lake Oswego. Budowa tej linii ma ruszyć w 2013.

## Tabor
Do obsługi linii tramwajowej otwartej w 2001 zamówiono początkowo 7 tramwajów Škoda 10 T. Pierwsze tramwaje powstały w kooperacji firm Inekon i Škoda. Kolejne trzy powstały w kooperacji firm Inekon i DP Ostrava. Z powodu dobrych wyników eksploatacyjnych postanowiono zakupić kolejne wagony jednak z powodu dofinansowania z budżetu centralnego i przepisów obowiązujących w Stanach, minimum 60% produkcji musiało odbyć się w Stanach Zjednoczonych. W związku z tym firma Oregon Iron Works podpisała ze Škoda Transportation umowę na produkcję licencyjnych tramwajów Škoda w ramach spółki United Streetcar. Pierwszy tramwaj wyprodukowano, jednak z powodu odmienności technicznej od dostarczonych wcześniej tramwajów nie był on eksploatowany liniowo. Obecnie spółka United Streetcar posiada zmówienie na 6 tramwajów dla Portland z dostawą w 2012. Produkowane tramwaje będą miały takie samo wyposażenie co pierwsze wagony wyprodukowane dla miasta.